# Re Davide (mitologia)

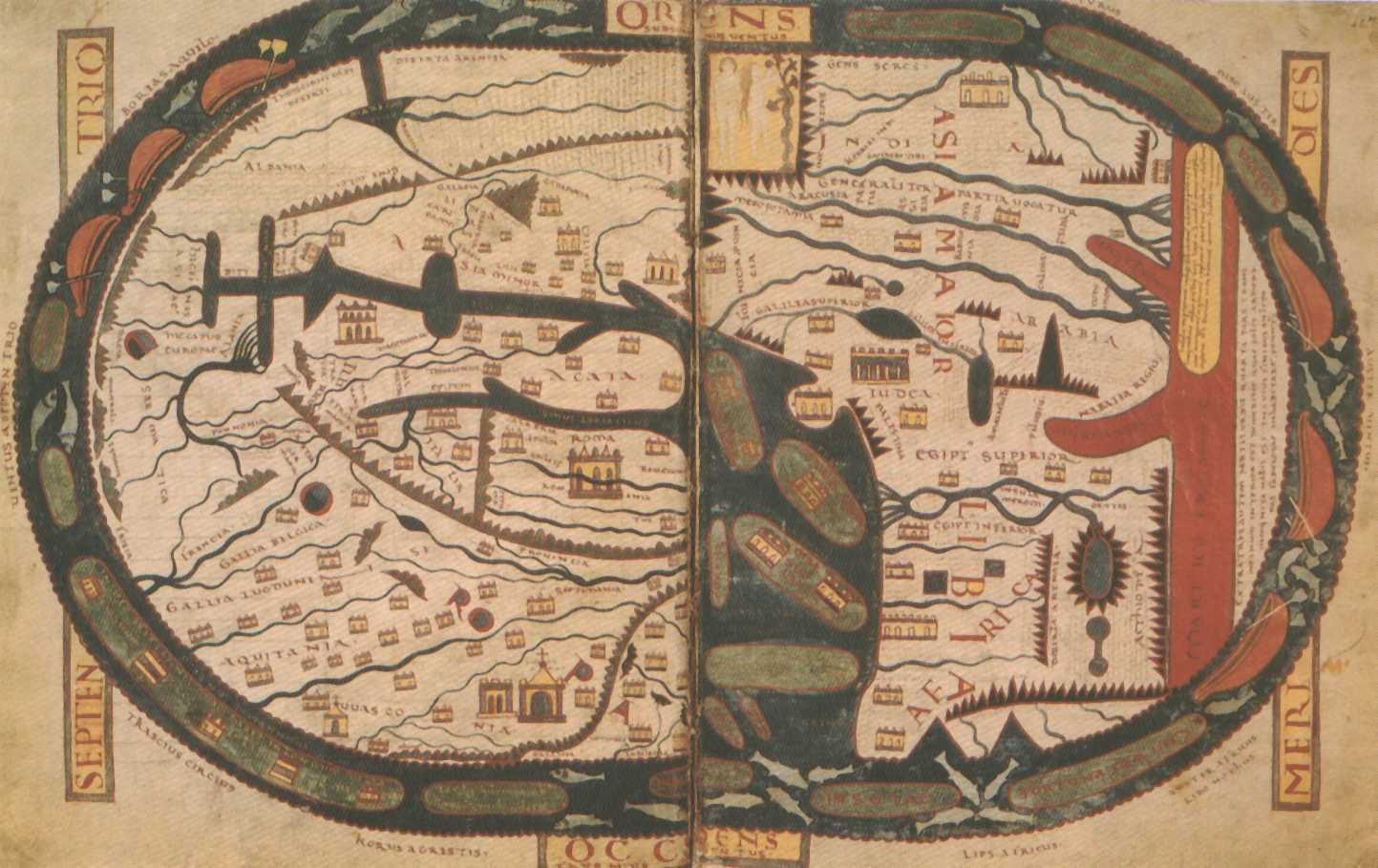
Mappa Mundi di Beato di Liébana: le mappe beatine erano ancora la base principale di tutte le mappe europee all'inizio del XIV secolo, salvo piccole modifiche

Re Davide è una figura leggendaria sorta nell'Europa medioevale all'inizio del XIII secolo, simile per molti aspetti al più noto Prete Gianni.

## Nascita del mito
Dopo la prima crociata, conclusasi nel 1099 con la conquista di Gerusalemme da parte dei cattolici europei, cominciarono a confluire in Terra santa cristiani provenienti da regioni anche molto lontane, come la Nubia e l'Etiopia (di rito copto), la Mesopotamia, la Persia e l'Asia centrale (di rito nestoriano). Certamente l'incontro con questi cristiani suscitò la curiosità dei cattolici europei circa i loro paesi d'origine; gli europei, inoltre, nel XII secolo furono in costante apprensione per il rischio di incursioni musulmane dall'Egitto e dalla Persia.
Nel 1109 un canonico di Gerusalemme, il cantore Anseau, fece al capitolo di Notre-Dame di Parigi questa descrizione del re di Georgia Davide:
(Cantore Anseau (1109))
Secondo una leggenda diffusa nell'Europa dell'epoca Gog e Magog, popoli mostruosi che avrebbero assalito la terra al momento della fine del mondo, erano stati bloccati da Dio dietro un'alta montagna su richiesta di Alessandro Magno. Le porte caspie erano identificate col passo di Darial, nel Caucaso, quindi re Davide IV di Georgia, la cui dinastia (i Bagrationi) era considerata discendente del re Davide biblico, fu considerato come un guardiano posto da Dio a difendere le porte caspie.

## LaRelatio de Davide
Durante la quinta crociata, nel 1219, i cattolici europei conquistarono uno dei più importanti porti d'Egitto, Damietta; per proseguire nella conquista del paese speravano nell'aiuto dei re cristiani di Etiopia, di Nubia o di Georgia.
All'inizio del 1221 giunse a Damietta un testo, detto Relatio de Rege Davide o semplicemente Relatio de Davide, che narrava le vittorie conseguite nei territori musulmani da un re cristiano di nome Davide, chiamato "volgarmente" Prete Gianni, figlio del re Israele, figlio di Sergio, figlio di Gianni, figlio di Bulgaboga (tutti questi sovrani erano descritti come cristiani nestoriani). In Europa il testo fu deformato e ne circolarono riduzioni che descrivevano il re Davide come figlio del Prete Gianni oppure che semplicemente sostituivano re Davide col Prete Gianni stesso.
I successi attribuiti al re Davide erano l'eco delle vittorie di Gengis Khan in Persia e nel Turkestan, ma è impossibile identificare re Davide con Gengis Khan, dato che le loro genealogie non presentano punti in comune: o il nome "re Davide" fu preso in prestito da una tradizione più antica, sorta attorno alla figura ormai leggendaria di Davide IV di Georgia, e la sua genealogia fu inventata di sana pianta; oppure, più probabilmente, la genealogia era quella di un altro sovrano delle steppe asiatiche identificato con Gengis Khan (questa tesi sarebbe corroborata dalla presenza del nome Bulgaboga, tipicamente turco o mongolo). Due furono i tentativi di identificare il re Davide con un sovrano cristiano delle steppe asiatiche:
- Attorno al 1248 Simone di San Quintino nella sua Historia Tartarorum identificò "il re Davide, figlio del Prete Gianni, re dell'India" col principe cristiano Toghril, sconfitto e ucciso nel 1203 da Gengis Khan; è stato in seguito ipotizzato che Toghril avesse come nome di battesimo Davide.[6] questa spiegazione a posteriori, però, non regge, dato che la genealogia di Toghril non combacia con quella della Relatio de Davide.[6]
- L'altro candidato fu principe cristiano Kuchlug, che aveva conquistato il Kara Khitay (impresa simile a quella attribuita al re Davide), il cui nonno era soprannominato Bulgaboga.[6]

La conclusione più probabile è la seguente: il re Davide fu un personaggio la cui genealogia, forse parzialmente inventata, era quella dei re Naiman, e le cui imprese erano un misto tra quelle di Kuchlug, di Muhammad II del Khwarezm e anche di Gengis Khan, accolto con entusiasmo dai nestoriani iracheni.

## Associazioni coi Magi
Nei Chronica Majora di Matteo Paris il re Davide appare come un discendente dei Magi, associato alla leggenda di Gog e Magog.
Una lettera riportata nelle Regesta Regni Hierosolymitani, indirizzata a Federico II di Svevia dal Chobar, affluente dell'Eufrate, dava il nome di Davide al re dei Tartari.
Nel 1285, durante la guerra tra i Mongoli e il regno d'Ungheria, una lettera riportata nei Cronica di Salimbene de Adam, affermava che "Davide, figlio di Gianni, re di Tarsis, dell'isola orientale e della nazione rinchiusa", si era messo in marcia per riportare nella loro patria i corpi dei suoi antenati Gaspare, Melchiorre e Baldassarre. L'espressione potrebbe inspirarsi alla liturgia dell'Epifania (versetto "Reges Tharsis et insulae"), oppure potrebbe ispirarsi al fatto che il paese dei Tartari era chiamato Tarsis.
Alla fine del XIV secolo Giovanni di Hildesheim, nel suo De gestis trium regum, scrisse che il Prete Gianni, erede dei Magi, era il padre del re Davide, morto combattendo per i cristiani nestoriani contro i Tartari, e che in seguito il capo dei Tartari, dopo aver visto in sogno i Magi, decise di allearsi col Prete Gianni e di dare ai suoi figli i nomi di Baldassarre, Melchiorre e Gaspare. Verso il 1340 i nomi dei figli dell'imperatore mongolo erano Baldassarre, Melchiorre, Gaspare e Davide.

## Conclusioni
La leggenda del re Davide nacque nel 1221: quando un sovrano cristiano cominciò a distruggere i regni musulmani orientali, i cristiani orientali gli diedero il nome di "re Davide". Non si può sapere se Davide fosse il nome di battesimo di un sovrano realmente esistito, come Kuchlug, oppure se il nome fosse stato attinto dalle tradizioni cristiane della Siria e della Mesopotamia.
I cristiani occidentali presto associarono il nome del "re Davide" ai Mongoli, arrivando a pensare che essi marciassero verso la cristianità occidentale poiché Davide voleva riportare nei loro luoghi di origine le reliquie dei suoi illustri antenati, i Magi.
Nonostante Simone di San Quintino avesse affermato che il re Davide era morto nel 1203, la sua figura leggendaria sopravvisse, andando infine a confondersi con quella del Prete Gianni.